# MS Thälmann
MS Thälmann (ros. „Тельман”) – rosyjski, azerbejdżański, a następnie sowiecki statek i okręt Flotylli Kaspijskiej w latach 1883-1943.
W 1882 r. w zakładach w Wotkińsku została położona stępka pod kołowy statek parowy. Jeszcze w tym samym roku zbudowany statek został zwodowany, zaś w 1883 r. rozpoczął służbę w składzie Flotylli Kaspijskiej jako transportowiec pod nazwą „Geok-Tepe”. W latach 1899–1901 dowodził nim kpt.-lejt. Alfred K. Wilhelms. We wrześniu 1907 r. przeklasyfikowano go na statek portowy, zaś w lutym 1911 r. na statek łącznikowy. Dowodzenie objął Dmitrij N. Baranow. Statek uczestniczył w I wojnie światowej. Od końca 1915 r. dowodził nim por. Trutowski. W październiku 1917 r. zrewolucjonizowana załoga „Geok-Tepe” przeszła na stronę bolszewików. W lipcu 1918 r. statek przejęły w porcie w Baku władze Dyktatury Centrokaspia. Pod koniec lipca tego roku wszedł on w skład nowo formowanej floty wojennej Demokratycznej Republiki Azerbejdżanu. W 1919 r. statek został rozbrojony i zmieniony w stacjonarny hulk. Po zajęciu Azerbejdżanu przez wojska bolszewickie pod koniec kwietnia 1920 r., statek wszedł w skład Floty Radzieckiego Azerbejdżanu. Pod koniec lutego 1922 r. ponownie uzyskał status statku łącznikowego, zaś 31 grudnia tego roku przemianowano go na „Trud”. Pod koniec lipca 1923 r. przebudowano go na stawiacz min, zaś na początku lipca 1925 r. na statek hydrograficzny. Od 1926 r. służył w porcie w Enzeli. W połowie lipca 1929 r. statek został spisany ze stany Flotylli Kaspijskiej. W 1933 r., po przejściu kapitalnego remontu, przerobiono go na statek motorowy. Pod koniec marca 1935 r. przemianowano go na „Thälmann”. Po ataku wojsk niemieckich na ZSRR 22 czerwca 1941 r., statek został zmobilizowany do Flotylli Kaspijskiej pod oznaczeniem WN-15 oraz uzbrojony w 4 działka 45 mm, 2 karabiny maszynowe 12,7 mm i 1 karabin maszynowy 7,62 mm. W połowie stycznia 1942 r. przekwalifikowano go na bazę pływającą, zaś pod koniec października 1943 r. na transportowiec (statek rozbrojono). Dalsze jego losy są nieznane.